# Caselle Torinese
Caselle Torinese (piemontesisch Caseli) ist eine italienische Gemeinde  in der Metropolitanstadt Turin (TO), Region Piemont.

## Lage und Einwohner
Caselle Torinese liegt 15 km nördlich von Turin und hat 13.765 Einwohner (Stand 31. Dezember 2023). Das Gemeindegebiet umfasst eine Fläche von 28 km² und wird vom Stura di Lanzo durchflossen. Auf dem Gebiet des Ortes befindet sich seit 1953 der Flughafen Turin. Zur Gemeinde gehören die Fraktionen Borgata Francia, Gianotti, Grangiotti und Sant’Anna.
Die Nachbargemeinden sind San Maurizio Canavese, Leini, Robassomero, Venaria Reale, Settimo Torinese und Borgaro Torinese.

## Geschichte

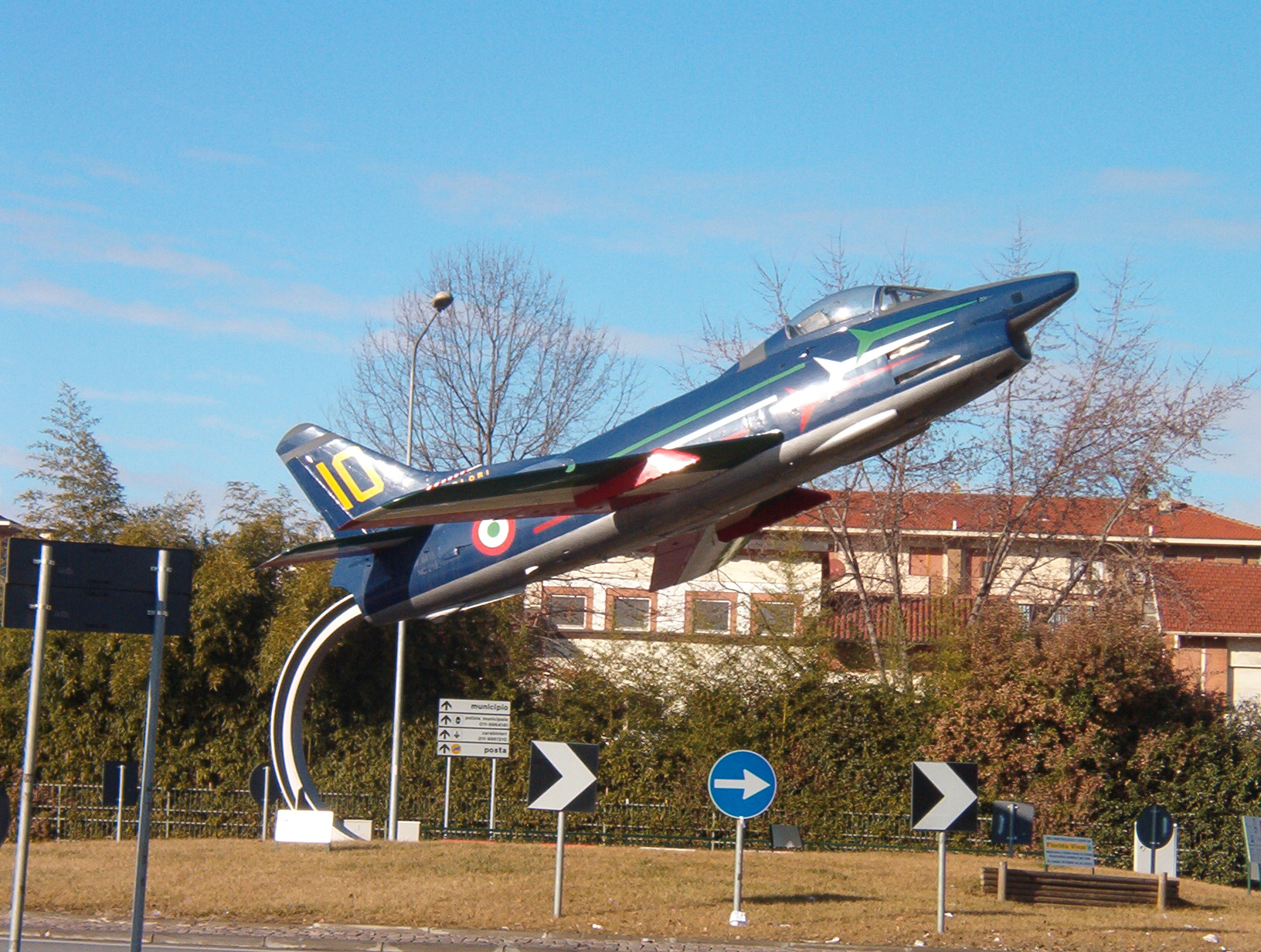
Flugzeug in Caselle Torinese

Am 1. Januar 1974 begann ein Itavia-Flug mit der Bezeichnung IH897 beim Anflug auf den Flughafen an Höhe zu verlieren und stürzte auf ein im Bau befindliches Bauernhaus, einige Dutzend Meter vom Flughafenrand entfernt. Das Flugzeug, das Cagliari Elmas verließ und nach Genf flog, hatte 38 Passagiere an Bord, von denen 35 ums Leben kamen, sowie 4 Besatzungsmitglieder, von denen 3 bei der Katastrophe ums Leben kamen.

## Persönlichkeiten
- Luigi Spandre (1853–1932), römisch-katholischer Geistlicher

## Partnergemeinde
Seit 2006 ist das argentinische Morteros Partnergemeinde von Caselle Torinese.